# Черваска
Черва̀ска (на италиански: Cervasca; на пиемонтски: Servasca, Серваска, на окситански: Sarvasca, Сарваска) е градче и община в Северна Италия, провинция Кунео, регион Пиемонт. Разположено е на 578 m надморска височина. Населението на общината е 4986 души (към 2010 г.).